# Biała Góra (województwo mazowieckie)
Biała Góra – wieś sołecka w Polsce, położona w województwie mazowieckim, w powiecie białobrzeskim, w gminie Stromiec.
W latach 1975–1998 wieś administracyjnie należała do województwa radomskiego.
Wierni Kościoła rzymskokatolickiego należą do parafii Matki Bożej Częstochowskiej w Bożem.

## Integralne części wsi w Polsce
| SIMC    | Nazwa | Rodzaj    |
| ------- | ----- | --------- |
| 0638607 | Zator | część wsi |

## Historia
W granicach współczesnej wsi Biała Góra znajduje się dawna wieś Zator.
W okresie wczesnopiastowskim w tej miejscowości był gród, a wieś była własnością książęcą. W 1471 książę Bolesław V darował wieś Jakubowi, kasztelanowi czerskiemu, który w zamian zrezygnował z długu 400 kop groszy pożyczonych Bolesławowi IV. Leżała powiecie wareckim w Ziemi czerskiej.
Właścicielami w latach 1600–1650 byli Bosscy. Około 1890 we wsi było 10 domów, 69 mieszkańców, 133 morgi włościańskie. Wieś jest umieszczona na mapie kwatermistrzostwa austriackiego z 1910.

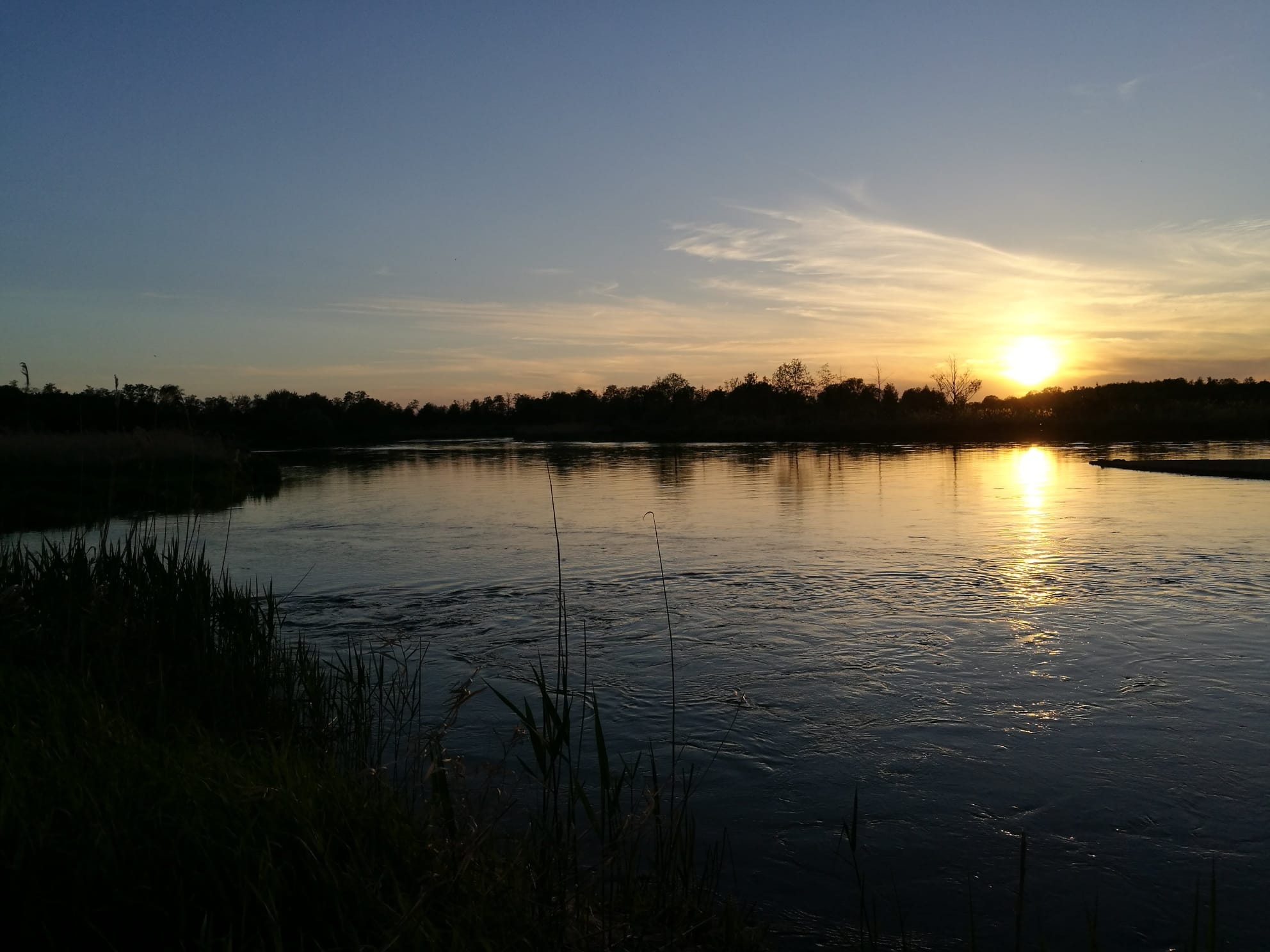
Rzeka Pilica we wsi Biała Góra

Współczesna wieś zlokalizowana wśród lasów i nad Pilicą, pełni funkcję miejscowości wczasowej. Jest tu wiele ośrodków i indywidualnych domków wypoczynkowych. W miejscowości tej, do Pilicy, wpada rzeczka Dyga.